# Castell de Garengo
El castell de Garengo és un castell situat al municipi de Céligny al cantó de Ginebra, Suïssa.

## Història
el terreny on està situat, al sud de l'església de Céligny, va ser ocupat anteriorment per una casa fortificada medieval pertanyent a una família de la noblesa local. Va estar construït el 1722, posteriorment ampliat durant el segle segle xix. El 1910 va ser adquirit pel pianista estatunidenc Ernest Schelling i, després de la seva mort, va ser adquirit per l'industrial Ernst Schmidheiny. La teulada de l'edifici i el graner varen ser destruïts en un incendi el 1939. El 1914, quan era propietat de Schelling, va estar residint Enric Granados per acabar de compondre la seva òpera Goyescas.
El castell i el conjunt d'edificacions de la finca estan catalogats com a béns culturals d'interès nacional.

## Descripció
El castell sembla una mansió del segle xviii al centre d'una àrea d'uns 60.000 m² creuat per un rierol anomenat el Brassus i composta en part per uns jardins. Dos annexos flanquegen l'edifici principal; el de l'esquerra és una antiga sala de música. Igual que la finca veïna, l'Élysée, el castell ofereix una vista panoràmica sobre el llac Léman i els Alps.